# École centrale Paris
De École centrale Paris, ook wel ECP, is een in 1829 opgerichte grande école in Châtenay-Malabry. Veel leerlingen van de elitescholen Louis-le-Grand en Henri IV stromen door naar deze grande école. De grande école maakt sinds 2015 deel uit van de Universiteit Parijs-Saclay.

## Diploma
Veel technische managers en onderzoekers in Engineering Sciences zijn afgestudeerd aan de École centrale Paris.
- Ingenieursdiploma Master: 'Ingénieur Centrale Paris' (300 ECTS)
- Doctoraatsscholen
- Mastère Spécialisé
- Massive open online course[2]

## Bekende alumni
- Yves Bouthillier, Franse politicus en minister in de Vichy-regering
- Józef Brandt, Pools kunstschilder, hoofdzakelijk van geïdealiseerde historische taferelen
- Gustave Eiffel, Franse ingenieur en industrieel
- Joseph Liouville, Frans wiskundige
- Fabrice Tourre, handelaar bij de Amerikaanse bank Goldman Sachs